# Cross-Florida Barge Canal
Le Cross Florida Barge Canal était un projet de canal devant relier le golfe du Mexique à l'océan Atlantique via la Floride pour le trafic des barges. Bien que deux sections aient effectivement été aménagées, le projet fut finalement abandonné pour les raisons environnementales. Il s'agit aujourd'hui d'une voie verte de 1,6 km de large à certains endroits et baptisé en l'honneur d'une opposante au projet, Marjorie Harris Carr Cross Florida Greenway.

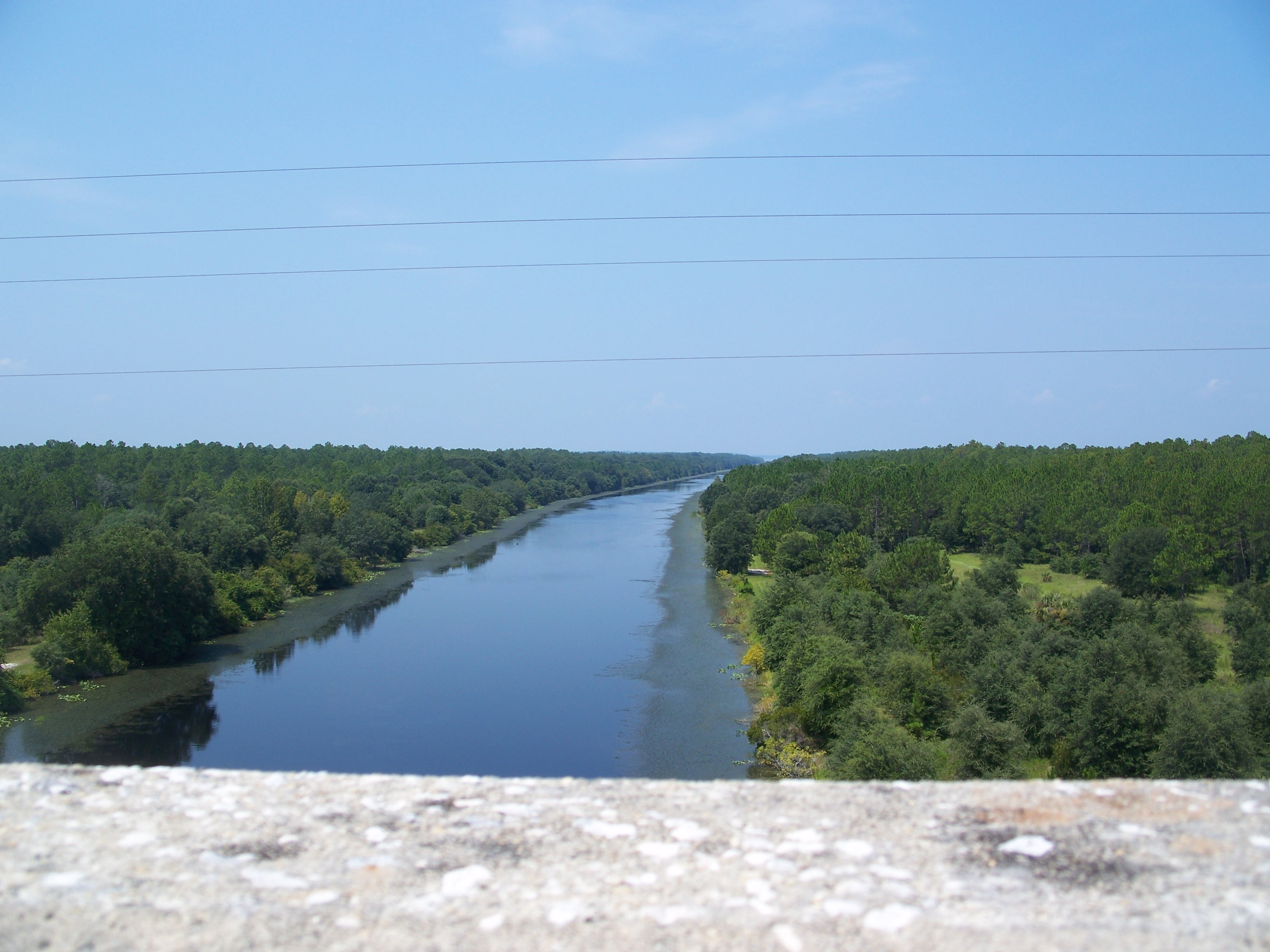
L'une des deux sections du canal, depuis le pont de la SR 19 au sud de Palatka.